# Mala rovka
Mala rovka (znanstveno ime Sorex minutus) je vrsta rovke, ki je razširjena tudi v Sloveniji.

## Opis in biologija
Odrasle živali dosežejo v dolžino med 4,5 in 6,5 cm, rep pa je dolg med 3 in 4,5 cm. Gre za zelo majhno žival, ki tehta le med 3 in 7 g. Kot ostale rovke se tudi mala rovka po večini hrani z manjšimi žuželkami in nevretenčarji,, lovi pa preko celega dneva in noči v dveurnem ciklu. Po 9 urah brez hrane pogine od lakote.
Živi v podrasti in v organskem odpadu, kjer se od aprila do avgusta tudi pari. Samica koti do petkrat na leto, v posameznem leglu pa je od 2 do 8 mladičev. Življenjska doba male rovke je okoli 15 mesecev. V Sloveniji je razširjena po močvirnih in poplavnih predelih ter vlažnejših gozdovih do nadmorske višine 1600 m.